# The Time Monster
A The Time Monster a Doctor Who sorozat hatvannegyedik része, amit 1972. május 20. és június 24. között vetítettek hat epizódban.

## Történet
A Mester álnéven (Thascalos professzor) egy cambridge-i kutatóintézetben egy különös kristály segítségével idő-kísérleteket végez. A projekt (melynek neve IHATO) célja a tárgyak átvitele egyik helyről a másikra, titkos célja azonban, hogy szabadjára engedje Kronoszt, egy időn kívüli szörnyű lényt. Ehhez azonban szüksége lenne a kristály másik felére is, ami a legendás Atlantiszon volt... A Doktor a TARDIS javítgatása közben észleli a Mester kísérletei keltette időzavarokat, ezért Jo-val és Lethbridge-Stewart tábornokcsapatával Cambridge-be indul...

## Epizódok listája
| Epizód sorszáma | Bemutató napja   | Hossza | Nézők száma (millió) | Formátum           |
| --------------- | ---------------- | ------ | -------------------- | ------------------ |
| 1               | 1972. május 20.  | 25:04  | 7,6                  | PAL színkonverziós |
| 2               | 1972. május 27.  | 25:05  | 7,4                  | PAL színkonverziós |
| 3               | 1972. június 3.  | 23:59  | 8,1                  | PAL színkonverziós |
| 4               | 1972. június 10. | 23:55  | 7,6                  | PAL színkonverziós |
| 5               | 1972. június 17. | 24:29  | 6                    | PAL színkonverziós |
| 6               | 1972. június 24. | 24:55  | 7,6                  | PAL színkonverziós |

## Könyvkiadás
A könyvváltozatát 1986. február 13-án adta ki a Target könyvkiadó.

## Otthoni kiadás
- VHS-en 2001-ben adták ki.
- DVD-n 2010. március 29-én adták ki.
  - DVD-n Amerikában 2010. július 6-án adták ki.

### Fordítás
- Ez a szócikk részben vagy egészben  a   The Time Monster című angol Wikipédia-szócikk fordításán alapul.  Az eredeti cikk szerkesztőit annak laptörténete sorolja fel. Ez a jelzés csupán a megfogalmazás eredetét és a szerzői jogokat jelzi, nem szolgál a cikkben szereplő információk forrásmegjelöléseként.